# Yeldos Smetov
Yeldos Smetov (en kazajo: Елдос Сметов; Taraz, 9 de septiembre de 1992) es un deportista kazajo que compite en judo.
Participó en tres Juegos Olímpicos de Verano, obteniendo tres medallas, plata en Río de Janeiro 2016, bronce en Tokio 2020 y oro en París 2024, en la categoría de –60 kg. En los Juegos Asiáticos de 2014 consiguió una medalla de oro.
Ganó tres medallas en el Campeonato Mundial de Judo entre los años 2015 y 2022, y dos medallas en el Campeonato Asiático de Judo, en los años 2013 y 2016.

## Palmarés internacional
| Juegos Olímpicos    | Juegos Olímpicos        | Juegos Olímpicos  | Juegos Olímpicos |
| Año                 | Lugar                   | Medalla           | Categoría        |
| ------------------- | ----------------------- | ----------------- | ---------------- |
| 2016                | Río de Janeiro (Brasil) | Medalla de plata  | –60 kg           |
| 2020                | Tokio (Japón)           | Medalla de bronce | –60 kg           |
| 2024                | París (Francia)         | Medalla de oro    | –60 kg           |
| Campeonato Mundial  |                         |                   |                  |
| Año                 | Lugar                   | Medalla           | Categoría        |
| 2015                | Astaná (Kazajistán)     | Medalla de oro    | –60 kg           |
| 2019                | Tokio (Japón)           | Medalla de bronce | –60 kg           |
| 2022                | Taskent (Uzbekistán)    | Medalla de bronce | –60 kg           |
| Juegos Asiáticos    |                         |                   |                  |
| Año                 | Lugar                   | Medalla           | Categoría        |
| 2014                | Incheon (Corea del Sur) | Medalla de oro    | –60 kg           |
| Campeonato Asiático |                         |                   |                  |
| Año                 | Lugar                   | Medalla           | Categoría        |
| 2013                | Bangkok (Tailandia)     | Medalla de bronce | –60 kg           |
| 2016                | Taskent (Uzbekistán)    | Medalla de oro    | –60 kg           |